# Herbert Silberer

Herbert Silberer

Herbert Silberer (* 28. Februar 1882 in Wien; † 12. Januar 1923) war ein österreichischer Psychoanalytiker. Er gehörte dem Kreis um Sigmund Freud an und war Ideengeber Carl Gustav Jungs.

## Biographie

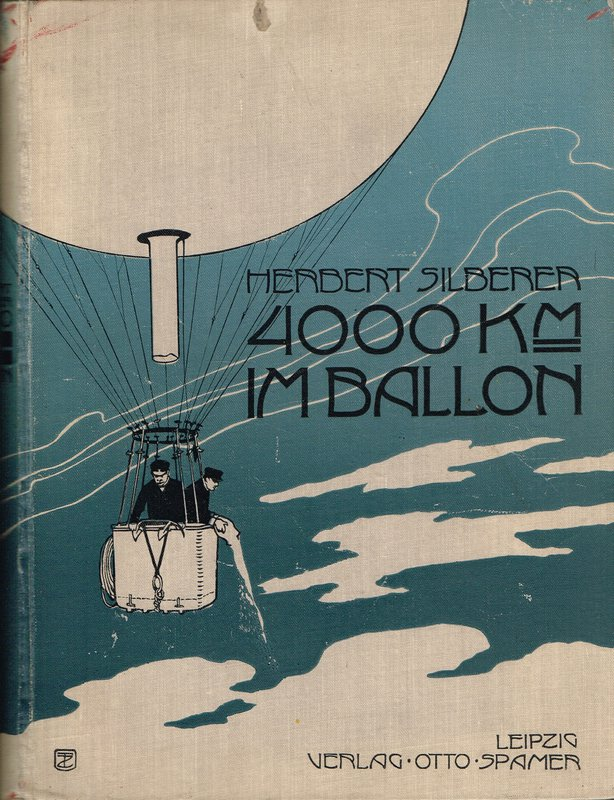
Herbert Silberer: Viertausend Kilometer im Ballon, Verlag von Otto Spamer (1903)

Silberer war der Sohn des erfolgreichen Wiener Unternehmers und Ballonfahrers Viktor Silberer. Sigmund Freud schrieb in einem Brief vom 19. Juli 1909: „Silberer ist ein unbekannter junger Mensch, wahrscheinlich ein feiner Dégéneré; sein Vater ist eine Wiener Persönlichkeit, Gemeinderat und ‚Macher‘.“ Der Gegensatz zwischen einem dominanten, starken, erfolgreichen und unternehmerischen Vater und einem der Innenschau zugeneigten, den Träumen, Phantasien, Halluzinationen und Visionen ergebenen Sohn erinnert an die Vater-Sohn-Beziehung bei Franz Kafka.
Viktor Silberer ließ den Sohn zu einem Sportler erziehen. Wie sein Vater war Herbert Silberer Ballonfahrer, und 1903 veröffentlichte er über seine Allein- und Nachtfahrten das Buch 4000 Kilometer im Ballon, das unter anderem von ihm selbst gefertigte Luftbildfotografien enthielt. Er wurde Redakteur der vom Vater gegründeten Allgemeinen Sportzeitung in Wien, verlor aber immer mehr das Interesse am Sportjournalismus.
1907 schloss sich Silberer der Gruppe um Sigmund Freud an. Freud war anfangs begeistert von ihm und empfahl dessen „Bericht über eine Methode, gewisse symbolische Halluzinations-Erscheinungen hervorzurufen und zu beobachten“ C. G. Jung zur Veröffentlichung.
Silberer verstand sich als Privatgelehrter, arbeitete über Mantik, Mystik und Symbolik, und trat auch einer Freimaurerloge bei. Er war zweimal verheiratet. Seine erste Ehe mit Lilli Tilgner wurde 1919 geschieden. Im selben Jahr heiratete er Berta Bloch.
Über zehn Jahre war Silberer Mitglied der „Psychoanalytischen Vereinigung“, in die er im Oktober 1910 aufgenommen wurde. Er war jedoch bei den Anhängern Freuds und bei Freud selbst zunehmend umstritten. Man unterstellte ihm eine zu große Nähe zu C. G. Jung und Wilhelm Stekel, die als Abtrünnige galten.
Von 1920 bis 1922 gab er mit Wilhelm Stekel das von Samuel Tannenbaum in New York finanzierte Periodikum Psyche and Eros heraus, eine Zweimonatszeitschrift in englischer Sprache. Diesem Projekt war keine lange Lebensdauer beschieden. Laut Stekel sei er durch dieses Projekt für Freud „erledigt“ gewesen.
Silberer, der immer noch von seinem Vater finanziell abhängig war, spielte zuletzt mit dem Gedanken, als Bankangestellter zu arbeiten. Dazu kam es aber nicht mehr.
Am 1. November 1922 sprach Silberer in einem Vortrag über „Beobachtungen an Träumen“ die Übertragung an und betonte den Unterschied zwischen materialer (inhaltlicher) und funktionaler Symbolisierung. Wenige Monate nach diesem Vortrag nahm sich Silberer das Leben. Zuvor hatte er einen ablehnenden Brief Freuds erhalten, was mit seinem Freitod in Verbindung gebracht wurde.
Über die Hintergründe und die Umstände des Todes hieß es in der Wiener Neuen Freien Presse vom 12. Januar 1923: „Auf tragische Weise hat heute Nacht der Schriftsteller Herbert Silberer geendet. Er hatte sich in seiner Wohnung (…) im Zustande geistiger Überreiztheit erhängt und wurde tot aufgefunden. Herr Silberer (…) hatte in der letzten Zeit Spuren nervöser Erkrankung gezeigt… Silberer war ein bekannter Schriftsteller. Er fungierte als Redakteur der Zeitung des Österreichischen Aeroklubs und hat sich auch viel mit Problemen der Metaphysik und der Telepathie usw. befaßt, die er wissenschaftlich behandelte.“

## Silberer und Freud
Der Versuch von Herbert Silberer, sich der Gruppe um Freud anzuschließen, fiel in eine Zeit des Umbruchs. Freud überwarf sich mit wichtigen Verbündeten wie Alfred Adler (1911), Wilhelm Stekel (1914) oder C. G. Jung (1914). Freud, in dessen Werk sich mehrere Hinweise auf Silberer finden, verweist auf Silberers Ergänzung zu seiner Traumlehre: „Silberer hat bekanntlich gezeigt, daß man in Zuständen zwischen Schlafen und Wachen die Umsetzung von Gedanken in visuelle Bilder direkt beobachten kann, daß aber unter solchen Verhältnissen häufig nicht eine Darstellung des Gedankeninhaltes auftritt, sondern des Zustandes (von Bereitwilligkeit, Ermüdung usw.), in welchem sich die mit dem Schlaf kämpfende Person befindet. Ebenso hat er gezeigt, daß manche Schlüsse von Träumen und Absätze innerhalb des Trauminhaltes nichts anderes bedeuten als die Selbstwahrnehmung des Schlafens und Erwachens. Er hat also den Anteil der Selbstbeobachtung – im Sinne des paranoischen Beobachtungswahns – an der Traumbildung nachgewiesen.“
In einem Nachruf der Internationalen Zeitschrift für Psychoanalyse wird aber die gespannte Situation des Kreises um Freud mit Silberer deutlich: „Der Verstorbene war langjähriges Mitglied der Wiener Gruppe, von der er sich aber in den letzten Jahren bis auf gelegentliche Besuche persönlich ferngehalten hatte. Seine wissenschaftlichen Arbeiten, insbesondere auf dem Gebiete der Traumpsychologie, sind in der psychoanalytischen Literatur mehrfach anerkennend gewürdigt worden; aber auch an kritischen Einwendungen gegen manche ungerechtfertigte Verallgemeinerung hat es nicht gefehlt. Das Interesse Silberers lag offenkundig außerhalb des eigentlichen psychoanalytischen Bereiches; er hat sich mit schönem Erfolge um das psychologische Verständnis der sogenannten okkulten Phänomene bemüht, wovon sein eigentliches Hauptwerk: ‚Die Probleme der Mystik und ihrer Symbolik‘, 1914, Zeugnis ablegt.“

## Silberer und C. G. Jung
Silberer war der Erste, der den Versuch unternahm, eine symbolische, psychologische und psychoanalytische Deutung eines alchemistischen Textes vorzunehmen. Damit erweitert er den Deutungsbereich der Psychoanalyse und bildet ein Brückenglied zu der jungschen symbolischen, archetypischen Deutung der Träume und ihrer Symbolik hin zum Individuationsprozess.

## Probleme der Mystik und ihrer Symbolik
In seinem Hauptwerk Probleme der Mystik und ihrer Symbolik (1914), das bis heute sowohl psychologisch wie alchemistisch bedeutsam geblieben ist, arbeitet er den Prozesscharakter und die teleologische Bedeutsamkeit der Alchemie heraus und übersetzt deren Sprache in einen psychologischen Diskurs. Silberer sah in der Alchemie eine Sequenz von symbolischen Handlungen, die man psychologisch entschlüsseln könne.
Er nahm sich eine längere Passage aus dem Buch Die Geheimen Figuren der Rosenkreuzer aus dem Jahre 1785 vor, Parabola genannt. In der Einleitung schreibt Silberer programmatisch: „In einem alten Buche fand ich eine seltsame Erzählung, ‚Parabola‘ benannt. Ich stelle sie an den Ausgangspunkt meiner Betrachtungen, weil sich aus ihr ein willkommener Leitfaden ergibt. In der Bemühung, die Parabola zu verstehen und psychologisch zu durchdringen, werden wir veranlasst, jene phantastischen Gebiete zu durchwandern, in welche ich den Leser führen möchte. Am Schlusse unserer Wanderung werden wir dann mit dem Verständnis des ersten Beispieles zugleich die Kenntnis gewisser psychischer Gesetzmäßigkeiten erworben haben.“
Nach der Einleitung und dem Abdruck der „Parabola“ beginnt der analytische Teil. Zuerst versucht er eine psychoanalytische Deutung, um dann Alchemie, Hermetische Kunst, Rosenkreuzertum und Freimaurerei zur Interpretation heranzuziehen. Das Besondere ist der Versuch einer „mehrfachen Deutung“ des Textes, der unterschiedliche Lesarten zulässt und nicht auf eine psychoanalytische Deutung allein reduziert wird bzw. werden kann. Im dritten Teil vertieft er seine Vorgehensweise. Herbert Silberer fand in dieser alchemistischen Abhandlung aus dem 18. Jahrhundert ‚Parabola‘ die symbolische Darstellung des Vatermordes, infantiler Sexualtheorien und anderer psychischer Phänomene.

## Silberer und Piaget
Der Psychologe Jean Piaget schreibt über Silberer, dass er versucht habe, „die Theorie des Symbols weiterzuentwickeln, indem er die Bilder im Halbschlaf mittels einer originellen und fruchtbaren Methode analysierte.“

## Würdigung
Silberers Interesse galt der Entwicklung der Symbole, ihrer Sprache und Bedeutung. Er fühlte sich als Transformator, als Übersetzer der „alten“ Symbolsprache in eine „psychologische“ Sprache und damit in eine wieder zugängliche Wirklichkeit. Hier leistete er C. G. Jung Vorarbeit. Man kann ihn als Wegbereiter einer archetypischen Tiefenpsychologie ansehen. Sein Werk ist heute immer noch aktuell.

## Veröffentlichungen (Auswahl)
- 1903 Viertausend Kilometer im Ballon. Mit 28 photographischen Aufnahmen vom Ballon aus. Otto Spamer, Leipzig 1903.[8]
- 1909 Bericht über eine Methode, gewisse symbolische Halluzinations-Erscheinungen hervorzurufen und zu beobachten. Jb. 1, S. 513–525.
- 1910 Phantasie und Mythos. (Vornehmlich vom Gesichtspunkte der „funktionalen Kategorie“ aus betrachtet.) Jb. 2, S. 541–622.
- 1911 a) Symbolik d. Erwachens u. Schwellensymbolik überhaupt. Jb. 3, S. 621–660.
- 1911 b) Über die Symbolbildung. Jb. 3, S. 661–723.
- 1911 c) Über die Behandlung einer Psychose bei Justinus Kerner. Jb. 3, 724–729.
- 1911 d) Vorläufer Freud’scher Gedanken. Zentralblatt für Psychoanalyse und Psychotherapie 1, S. 441–449.
- 1912 a) Spermatozoenträume. Jb. 4, S. 141–161.
- 1912 b) Zur Symbolbildung. Jb. 4, S. 607–683.
- 1912 c) Zur Frage der Spermatozoenträume. Jb. 4, S. 708–740.
- 1912 e) Mantik und Psychoanalyse. Zentralblatt für Psychoanalyse und Psychotherapie 2, S. 78–83.
- 1912 f) Von den Kategorien der Symbolik. Zentralblatt für Psychoanalyse und Psychotherapie 2, S. 177–189.
- 1912 g) Lekanomantische Versuche. Zentralblatt für Psychoanalyse und Psychotherapie 2, S. 383–401, S. 438–540, S. 518–530, 566–587.
- 1912 h) Märchensymbolik. Imago 1, S. 176–187.
- 1914 a) Probleme der Mystik und ihrer Symbolik. Heller, Wien 1914; 2. Auflage: Wissenschaftliche Buchgesellschaft, Darmstadt 1961; unveränderter Neudruck ebenda 1969; Neuauflage: AAGW, Sinzheim 1997, ISBN 3-937592-07-5.
- 1914 b) Mystik und Okkultismus. Jb. 6, S. 413–424.
- 1914 c) Der Homunculus. Im. 3, S. 37–79.
- 1914 d) Das Zerstückelungsmotiv im Mythos. Imago 3, S. 502–523.
- 1915 a) Durch Tod zum Leben. Eine kurze Untersuchung über die entwicklungsgeschichtliche Bedeutung des Symbols der Wiedergeburt in seinen Urformen, mit bes. Berücksichtigung der modernen Theosophie. Heims, Leipzig. (Neuauflage: AAGW, Sinzheim 1997, ISBN 3-937592-07-5)
- 1919 Der Traum. Einführung in die Traumpsychologie. Stuttgart (Enke).
- 1919 Zur Entstehung der Symbole. Vortrag, 20. Nov. 1919 in der Großloge Wien.
- 1920 a) The origin and the meaning of the symbols of freemansonry. Psyche & Eros, S. 17–24, S. 84–97.
- 1920 b) The Steinach in mythologie. Psyche & Eros, S. 137–139.
- 1921 a) Der Seelenspiegel. Das enoptrische Moment im Okkultismus. Pfullingen (Baum). (Neuauflage: AAGW, Sinzheim 1997, ISBN 3-937592-07-5)
- 1921 b) Der Zufall und die Koboldstreiche des Unbewußten. Bern, Leipz. (Bircher).
- 1921 d) Beyond psychoanalysis. (Reflection on Sigmund Freud’s Jenseits des Lustprinzips. 1920.) Psyche & Eros, S. 142–151.
- 1923 a) Der Aberglaube. Bern (Bircher).[9][10][11]